# Kanton Rouen-5
Kanton Rouen-5 is een voormalig kanton van het Franse departement Seine-Maritime. Het kanton maakte deel uit van het arrondissement Rouen. Het werd opgeheven bij decreet van 27 februari 2014 met uitwerking in maart 2015.

## Gemeenten
Het kanton Rouen-5 omvatte enkel een deel van de gemeente Rouen, meer bepaald de wijken:
- Chatelet
- Jouvenet
- Les Sapins
- Lombardie

## Conseiller général
Een kanton heeft een Conseiller général die door de burgers in het kanton gekozen wordt.
| Periode   | Conseiller                | Politieke partij |
| --------- | ------------------------- | ---------------- |
| 1945-1955 | M. Lemoine                | DVD              |
| 1955-1967 | Jacques Lemonnier-Leblanc | MRP              |
| 1967-1973 | M. Blaiset                | RI               |
| 1973-197. | M. Salomon                | CD               |
| 197.-1979 | Jean-Pierre Blaisot       | UDF-CDS          |
| 1979-1985 | Jean-Marie Panier         | PS               |
| 1985-1998 | Raymonde Bestaux          | UDF-CDS          |
| 1998-2004 | Richard Picot             | DVD              |
| 2004-2008 | Valérie Fourneyron        | PS               |
| 2008-2015 | Christine Rambaud         | PS               |